# لوكاس هيك
لوكاس هيك (بالألمانية: Lucas Liß)‏ مواليد 12 يناير 1992 في ألمانيا، هو دراج ألماني.

## الميداليات
| الميدالية | المسابقة                               |
| --------- | -------------------------------------- |
| ذهبية     | بطولة العالم للدراجات على المضمار 2015 |

## روابط خارجية
- لوكاس هيك على موقع الاتحاد الدولي للدراجات (الإنجليزية)
- لوكاس هيك على موقع أرشيف الدراجات (الإنجليزية)
- لوكاس هيك على موقع إحصائيات الدراجات الإحترافية (الإنجليزية)
- لوكاس هيك على موقع نسبة الدراجات (الإنجليزية)
- لوكاس هيك على موقع CycleBase (الإنجليزية)
- لوكاس هيك على موقع اللجنة الأولمبية الألمانية (الألمانية)